# Bedford
Bedford (pronuncia [ˈbɛdfərd]) è un borgo nell'Est dell'Inghilterra, capoluogo della contea del Bedfordshire.

## Storia
Bedford fu una città mercato in una regione agricola a partire dagli inizi del Medioevo. Il re anglosassone Offa di Mercia fu seppellito nella città nel 796. Nell'886 divenne un paese limite che separava Wessex e Danelaw. Era la sede del Barone di Bedford. Nel 919 Edoardo il Vecchio costruì la prima fortezza conosciuta della città, nel lato sud del fiume Ouse e lì ricevette la sottomissione dell'area. Questa fortezza fu distrutta dai Danesi. William II nominò barone Paine de Beauchamp, il quale costruì il Castello di Bedford, di cui oggi resta solo una collinetta.
Bedford continuò a essere una piccola città agricola, con la lana che fu per gran parte del Medioevo un'importante attività industriale. A partire dal 1560 circa, Bedford divenne uno dei centri principali dell'industria del merletto inglese. La produzione del merletto sarà un'industria importante a Bedford fino agli inizi del XX secolo.
Il XIX secolo vide Bedford trasformarsi in un importante centro di ingegneria. Nel 1832 venne introdotto il gas per l'illuminazione e nel 1846 le rotaie.

## Geografia fisica
La città di Bedford è divisa in 10 aree: Brickhill, Castle, Cauldwell, De Parys, Goldington, Harpur, Kingsbrook, Newnham, Putnoe e Queens Park. I villaggi più densamente popolati (oltre 2 000 abitanti) sono Biddenham, Bromham, Clapham, Elstow, Oakley, Sharnbrook, Shortstown, Wilstead e Wootton; ma ci sono anche molti altri villaggi più piccoli nel centro abitato. Le città grandi più vicine a Bedford sono Northampton a nord-ovest, Cambridge a est, Milton Keynes a sud-ovest e Luton a sud. Londra invece dista circa 90 chilometri ed è collocata a sud di Bedford.

## Società

### Evoluzione demografica
Molto sviluppata è la comunità italiana, dal momento che circa 2 abitanti su 7 sono discendenti dagli italiani dell'Italia meridionale che emigrarono qui nel corso degli anni cinquanta. Vi è inoltre dal 1954 il viceconsolato italiano.

## Cultura
In città si trova il John Bunyan Museum, le esposizioni del quale contengono diversi elementi del predicatore John Bunyan.

## Amministrazione

### Gemellaggi
- Arezzo
- Bamberg
- Rovigo
- Włocławek